# بئاتریکس ۸۳
سیارک ۸۳ (به انگلیسی: 83 Beatrix) هشتاد و سومین سیارک کشف شده‌است که در ۲۶ آوریل ۱۸۶۵ و در ناپل کشف شد.
قدر مطلق سیارک برابر ۸٫۶۶ است. در ۱۵ ژوئن ۱۹۸۳، دریافتند که حداقل قطری برابر با ۶۸ کیلومتر دارد.
این نام را به افتخار بئاتریس پورتیناری بر روی این سیارک گذاشته‌اند. دانته آلیگیری عاشق بئاتریس پورتیناری بود و نام و خاطرهٔ او را در کتاب‌های زندگانی نو و کمدی الهی جاودانه کرده‌است.